# Halīdasht
Halīdasht (persiska: هليدشت) är en ort i Iran.   Den ligger i provinsen Mazandaran, i den norra delen av landet, 140 km nordost om huvudstaden Teheran. Halīdasht ligger 51 meter över havet och antalet invånare är 935.
Terrängen runt Halīdasht är platt åt nordväst, men åt sydost är den kuperad.Runt Halīdasht är det ganska tätbefolkat, med 192 invånare per kvadratkilometer. Närmaste större samhälle är Babol, 15,8 km norr om Halīdasht. I omgivningarna runt Halīdasht växer huvudsakligen savannskog.